# Jiří Štajner
Jiří Štajner est un footballeur international tchèque né le 27 mai 1976 à Benešov en Tchécoslovaquie, qui évoluait au poste d'attaquant.

## Biographie
Joueur d'Hannover 96. Cet attaquant a été prêté durant la saison 2003/2004 au Sparta Prague, après avoir été vendu 3 100 000 € par le Slovan Liberec à Hannover 96.
De septembre 2002 à décembre 2003, il a marqué 12 buts en Bundesliga pour les rouges.
Il a été sélectionné 37 fois en équipe nationale (4 buts).
En 2003-2004, il a participé à l'aventure du Sparta en Ligue des champions et atteint les 1/8e de finale, mais n'a pu empêcher l'élimination de son équipe face au Milan AC (score cumulé : 1-4).